# The Santa Clause
The Santa Clause (no Brasil: Meu Papai é Noel e A Santa Cláusula em Portugal) é um filme estadunidense de fantasia e dramédia publicado em 1994 dirigido por John Pasquin, estrelando Tim Allen.
É uma produção da Outlaw Productions e distribuído pela Walt Disney Pictures em associação com a Hollywood Pictures.

## Sinopse
Papai Noel(BR)/Pai Natal(PT) sofre um acidente no telhado da casa de Scott Calvin, que é um vendedor de brinquedos. Impossibilitado de continuar seu trabalho, Noel pede ajuda. Scott atende o pedido, mas percebe que está engordando e sua barba crescendo. E então, percebe que está se tornando o novo Papai Noel/Pai Natal.

## Elenco
- Tim Allen como Scott Calvin/Papai Noel(BR)/Pai Natal(PT)
- Eric Lloyd como Charlie Calvin
- Wendy Crewson como Laura Miller
- Judge Reinhold como Dr. Neil Miller
- David Krumholtz como Bernard
- Peter Boyle como Sr. Whittle
- Larry Brandenburg como Detetive Nunzio
- Mary Gros como Srta. Daniels
- Paige Tamada como Judy
- Kerrigan Mahan e Frank Welker como Reindeers
- Rebecca Oatt como Ela Mesma

## Trilha Sonora
A trilha sonora do filme foi lançada em 11 de novembro de 1994 nos Estados Unidos.
1. Come Together
2. Immigrant Song
3. All I Want for Christmas is You
4. Let's Go
5. Believing Is Seeing
6. Sash Completes the Ensemble
7. Flight
8. Weightless
9. Away to the Window
10. Bells of Christmas
11. Listen
12. Goodnight, Goodnight... Don’t Forget the Fire Extinguisher
13. Visitation – The Drifters
14. Rose Suchak Ladder
15. Give Me All Your Loving – ZZ Top
16. List – Loreena McKennitt
17. Elves with Attitude
18. Someone in Wrapping
19. Near Capture
20. Comfort and Joy
21. Not Over Any Oceans
22. Christmas Will Return

## Sequência
A popularidade do filme teve duas continuações relacionadas, The Santa Clause 2 em 2002 e The Santa Clause 3: The Escape Clause, em 2006. Grande parte do elenco permaneceu com o mesmo personagem dos filmes, mas com algumas mudanças.